# Wegweiser (Bundesstraße 79, Quedlinburg)

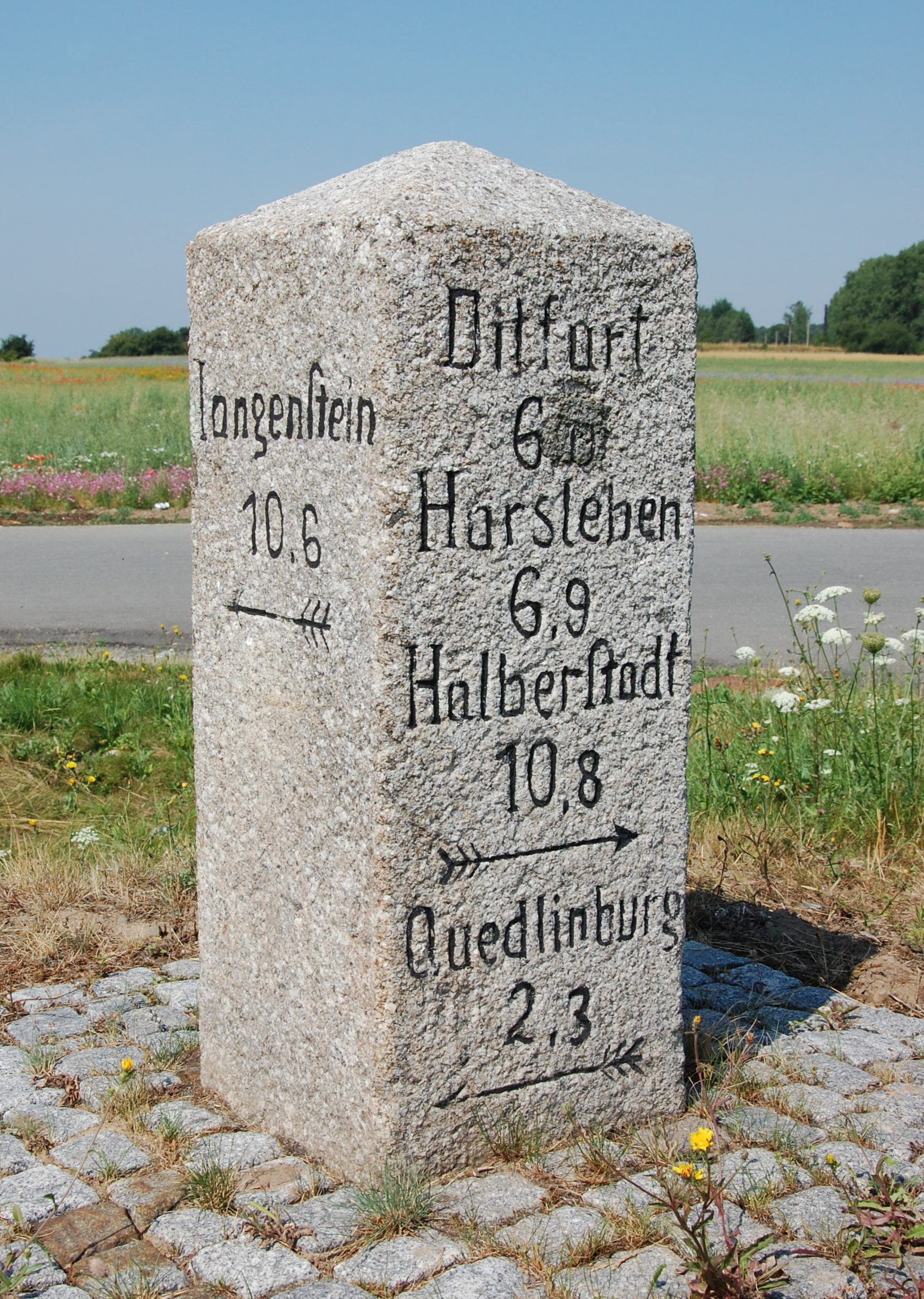
Distanzstein

Der Wegweiser an der Bundesstraße 79 ist ein denkmalgeschützter Wegweiser in Quedlinburg in Sachsen-Anhalt.

## Lage
Der im Quedlinburger Denkmalverzeichnis eingetragene Wegweiser (Erfassungsnummer 094 46395) befindet sich am westlichen Fahrbahnrand der Bundesstraße 79 etwa 1,5 Kilometer südlich von Münchenhof im Bereich der Auffahrten zur autobahnähnlich ausgebauten Bundesstraße 6n.

## Anlage und Geschichte
Der aus Granit bestehende kleine Wegweiser wurde in der Zeit um 1900 errichtet. Er gibt in Kilometern die Entfernungen und durch Pfeile die jeweiligen Fahrtrichtungen für mehrere Orte der Umgebung an. Im Einzelnen ist er mit Ditfurt 6,0, Harsleben 6,9, Halberstadt 10,8, Quedlinburg 2,3 und Langenstein 10,3 beschriftet.
Ende des 20. Jahrhunderts hatte sich der Stein etwas nach Westen geneigt. Wohl im Zuge der Umbauten beim Neubau der Bundesstraße 6n, wurde der Wegweiser Anfang des 21. Jahrhunderts neu gesetzt und der Standort befestigt.